# Campionati europei di nuoto 1981
La XVª edizione dei campionati europei di nuoto si è tenuta nell'allora città jugoslava di Spalato, dal 5 al 12 settembre 1981.
Il programma è rimasto invariato rispetto alla passata edizione.

Per la quarta volta consecutiva la Germania Est ha chiuso la manifestazione con il maggior numero di ori conquistati (facendo bottino pieno nel nuoto femminile), superata dall'URSS per numero di medaglie complessive. Le due nazionali insieme si sono aggiudicate più di due terzi dei titoli in palio e oltre la metà dei podi disponibili.

## Medagliere
| Posizione | Paese            |    |    |    | Totale |
| --------- | ---------------- | -- | -- | -- | ------ |
| 1         | Germania Est     | 15 | 11 | 3  | 29     |
| 2         | Unione Sovietica | 13 | 11 | 8  | 32     |
| 3         | Regno Unito      | 3  | 2  | 3  | 8      |
| 4         | Germania Ovest   | 2  | 2  | 4  | 8      |
| 5         | Ungheria         | 2  | 0  | 1  | 3      |
| 6         | Svezia           | 1  | 4  | 2  | 7      |
| 7         | Jugoslavia       | 1  | 1  | 1  | 3      |
| 8         | Paesi Bassi      | 0  | 3  | 4  | 7      |
| 9         | Polonia          | 0  | 1  | 3  | 4      |
| 10        | Austria          | 0  | 1  | 2  | 3      |
| 11        | Italia           | 0  | 1  | 1  | 2      |
| 12        | Cecoslovacchia   | 0  | 0  | 1  | 1      |
| 12        | Francia          | 0  | 0  | 1  | 1      |
| 12        | Romania          | 0  | 0  | 1  | 1      |
| 12        | Spagna           | 0  | 0  | 1  | 1      |
| 12        | Svizzera         | 0  | 0  | 1  | 1      |
| Totale    | Totale           | 37 | 37 | 37 | 111    |

## Nuoto

### Uomini
| Evento               | Oro                                                                                  | Perform. | Argento                                                                    | Perform. | Bronzo                                                                              | Perform. |
| Stile libero         |                                                                                      |          |                                                                            |          |                                                                                     |          |
| 100 m                | Per Johansson                                                                        | 50"55    | Jörg Woithe                                                                | 50"81    | Sergej Krasjuk                                                                      | 50"91    |
| 200 m                | Sergej Kopljakov                                                                     | 1'51"23  | Michael Söderlund                                                          | 1'51"62  | Thomas Lejdström                                                                    | 1'52"11  |
| 400 m                | Borut Petrič                                                                         | 3'51"63  | Vladimir Sal'nikov                                                         | 3'51"77  | Darjan Petrič                                                                       | 3'53"71  |
| 1500 m               | Vladimir Sal'nikov                                                                   | 15'09"17 | Borut Petrič                                                               | 15'17"31 | Rafael Escalas                                                                      | 15'17"93 |
| Dorso                |                                                                                      |          |                                                                            |          |                                                                                     |          |
| 100 m                | Sándor Wladár                                                                        | 56"72    | Vladimir Šemetov                                                           | 56"75    | Viktor Kuznecov                                                                     | 56"90    |
| 200 m                | Sándor Wladár                                                                        | 2'00"80  | Vladimir Šemetov                                                           | 2'01"32  | Frédéric Delcourt                                                                   | 2'03"35  |
| Rana                 |                                                                                      |          |                                                                            |          |                                                                                     |          |
| 100 m                | Jurij Kis                                                                            | 1'03"44  | Arsens Miskarovs                                                           | 1'03"63  | Gerald Mörken                                                                       | 1'03"85  |
| 200 m                | Robertas Žulpa                                                                       | 2'16"15  | Arsens Miskarovs                                                           | 2'18"08  | Adrian Moorhouse                                                                    | 2'18"14  |
| Delfino              |                                                                                      |          |                                                                            |          |                                                                                     |          |
| 100 m                | Aleksej Markovskij                                                                   | 54"39    | Pär Arvidsson                                                              | 54"60    | Vadim Dombrovskij                                                                   | 55"00    |
| 200 m                | Michael Gross                                                                        | 1'59"19  | Phil Hubble                                                                | 2'00"21  | Sergej Fesenko                                                                      | 2'00"48  |
| Misti                |                                                                                      |          |                                                                            |          |                                                                                     |          |
| 200 m                | Aleksandr Sidorenko                                                                  | 2'03"41  | Giovanni Franceschi                                                        | 2'04"97  | Josef Hladký                                                                        | 2'06"15  |
| 400 m                | Sergej Feseko                                                                        | 4'22"77  | Leszek Górski                                                              | 4'23"62  | Giovanni Franceschi                                                                 | 4'24"82  |
| Staffette            |                                                                                      |          |                                                                            |          |                                                                                     |          |
| 4x100 m stile libero | Unione Sovietica Vladimir Šemetov Vladimir Sal'nikov Aleksandr Čaev Sergej Kopljakov | 3'21"48  | Svezia Per Holmertz Per Wikström Lasse Lindqvist Per Johansson             | 3'22"48  | Germania Ovest Peter Knust Wilfried Kuhlem Michael Groß (nuotatore) Andreas Schmidt | 3'22"67  |
| 4x200 m stile libero | Unione Sovietica Vladimir Šemetov Vladimir Sal'nikov Aleksandr Čaev Sergej Kopljakov | 7'24"41  | Germania Ovest Michael Gross Gerald Schlupp Andreas Schmidt Frank Wennmann | 7'25"22  | Svezia Michael Söderlund Per Wikström Per-Alvar Magnusson Thomas Lejdström          | 7'27"78  |
| 4x100 m misti        | Unione Sovietica Viktor Kuznecov Jurij Kis Aleksej Markovskij Sergej Krasjuk         | 3'44"23  | Svezia Bengt Baron Glen Christiansen Pär Arvidsson Per Johansson           | 3'45"01  | Germania Est Dirk Richter Sigurd Hanke Olaf Ziesche Jörg Woithe                     | 3'45"66  |

### Donne
| Evento               | Oro                                                                 | Perform. | Argento                                                                               | Perform. | Bronzo                                                                           | Perform. |
| Stile libero         |                                                                     |          |                                                                                       |          |                                                                                  |          |
| 100 m                | Caren Metschuck                                                     | 55"74    | Birgit Meineke                                                                        | 56"06    | Conny van Bentum                                                                 | 56"73    |
| 200 m                | Carmela Schmidt                                                     | 2'00"27  | Birgit Meineke                                                                        | 2'00"57  | Conny van Bentum                                                                 | 2'01"15  |
| 400 m                | Ines Diers                                                          | 4'08"58  | Carmela Schmidt                                                                       | 4'08"71  | Jackie Wilmott                                                                   | 4'15"23  |
| 800 m                | Carmela Schmidt                                                     | 8'32"79  | Ines Diers                                                                            | 8'32"89  | Jackie Wilmott                                                                   | 8'37"22  |
| Dorso                |                                                                     |          |                                                                                       |          |                                                                                  |          |
| 100 m                | Ina Kleber                                                          | 1'02"81  | Cornelia Sirch                                                                        | 1'03"12  | Carmen Bunaciu                                                                   | 1'03"34  |
| 200 m                | Cornelia Polit                                                      | 2'12"55  | Jolanda de Rover                                                                      | 2'15"22  | Larisa Gorčakova                                                                 | 2'16"10  |
| Rana                 |                                                                     |          |                                                                                       |          |                                                                                  |          |
| 100 m                | Ute Geweniger                                                       | 1'08"60  | Suki Brownsdon                                                                        | 1'11"05  | Larisa Belokon                                                                   | 1'11"17  |
| 200 m                | Ute Geweniger                                                       | 2'32"41  | Larisa Belokon                                                                        | 2'33"07  | Grazyna Dziedzic                                                                 | 2'35"35  |
| Delfino              |                                                                     |          |                                                                                       |          |                                                                                  |          |
| 100 m                | Ute Geweniger                                                       | 1'00"40  | Ines Geißler                                                                          | 1'00"97  | Karin Seick                                                                      | 1'01"37  |
| 200 m                | Ines Geißler                                                        | 2'08"50  | Heike Dähne                                                                           | 2'09"59  | Agnieszka Czopek                                                                 | 2'13"57  |
| Misti                |                                                                     |          |                                                                                       |          |                                                                                  |          |
| 200 m                | Ute Geweniger                                                       | 2'12"64  | Petra Schneider                                                                       | 2'13"49  | Olga Klevakina                                                                   | 2'19"10  |
| 400 m                | Petra Schneider                                                     | 4'39"30  | Ute Geweniger                                                                         | 4'45"43  | Agnieszka Czopek                                                                 | 4'50"75  |
| Staffette            |                                                                     |          |                                                                                       |          |                                                                                  |          |
| 4x100 m stile libero | Germania Est Birgit Meineke Caren Metschuck Ines Diers Susanne Link | 3'44"37  | Germania Ovest Marion Aizpors Karin Seick Ute Neubert Susane Schuster                 | 3'47"42  | Paesi Bassi Annemarie Verstappen Monique Drost Wilma van Velsen Conny van Bentum | 3'49"65  |
| 4x100 m misti        | Germania Est Ina Kleber Ute Geweniger Ines Geißler Caren Metschuck  | 4'09"62  | Unione Sovietica Larisa Gorchakova Larisa Byelokon Natalya Pokas Natal'ja Strunnikova | 4'13"23  | Germania Ovest Ute Neubert Andrea Schonborn Karin Seick Marion Aizpors           | 4'13"42  |

## Tuffi

### Uomini
| Evento           | Oro                         | Perform. | Argento           | Perform. | Bronzo         | Perform. |
| Trampolino 3 m   | Aleksandr Stalievič Portnov | 665.94   | Sergej Kuz'min    | 641.49   | Niki Stajkovic | 639.72   |
| Piattaforma 10 m | Davit' Hambarjowmyan        | 606.96   | Uladzimir Alejnik | 601.92   | Dieter Waskow  | 550.20   |

### Donne
| Evento           | Oro                 | Perform. | Argento            | Perform. | Bronzo          | Perform. |
| Trampolino 3 m   | Žanna Cirul'nikova  | 499.74   | Martina Jäschke    | 492.18   | Irina Kalinina  | 467.31   |
| Piattaforma 10 m | Katarina Zipperling | 433.05   | Tat'jana Beljakova | 403.23   | Martina Jäschke | 393.33   |

## Nuoto sincronizzato
| Evento  | Oro                                          | Perform. | Argento                                    | Perform. | Bronzo                                      | Perform. |
| Solo    | Carolyn Wilson                               | 176.017  | Alexandra Worisch                          | 167.684  | Marijke Engelen                             | 166.767  |
| Duo     | Regno Unito Caroline Holmyard Carolyn Wilson | 171.417  | Paesi Bassi Catrien Eijken Marijke Engelen | 166.142  | Austria Eva-Maria Edinger Alexandra Worisch | 163.201  |
| Squadra | Regno Unito                                  | 166.658  | Paesi Bassi                                | 167.850  | Svizzera                                    | 164.356  |

## Pallanuoto
| Evento                 | Oro            | Argento          | Bronzo   |
| T. Maschile (Dettagli) | Germania Ovest | Unione Sovietica | Ungheria |